# Gymnobela lanceata
Gymnobela lanceata é uma espécie de gastrópode do gênero Gymnobela, pertencente a família Raphitomidae.